# Felix Steiger
Felix Steiger, né le 18 juillet 1980, est un navigateur suisse, spécialiste de 470. 

## Biographie
Titulaire d'un bachelor en science du sport, il a participé aux Jeux olympiques d'été de 2008 à Pékin avec Tobias Etter.